# Relleu dels Misteris d'Eleusis
El Relleu dels Misteris d'Eleusis (en grec: Μεγάλο Ανάγλυφο Ελευσινίων Μυστηρίων) és un gran relleu de marbre que es conserva al Museu Arqueològic Nacional d'Atenes de Grècia. Representa una escena dels Misteris d'Eleusis amb les deïtats principals, Demèter, Persèfone i l'heroi Triptòlem. Fou desenterrat el 1859 a la ciutat d'Eleusis, que va ser un important centre de culte a Demèter i Persèfone.

## Història
El relleu s'ha datat de mitjan segle v abans de la nostra era, entre el 430-420 ae, i tenia un ús religiós, més que no pas votiu, com demostren les moltes còpies romanes creades durant el període romà. El van descobrir a Eleusis al 1859 al Santuari de Demèter, a prop d'una església dedicada a sant Zacaries.

## Descripció
És de marbre pentèlic i fa 2,20 m d'alçada, 1,52 m d'ample i 15 cm de gruix. Representa les tres figures més importants dels Misteris d'Eleusis; la dea de l'agricultura i l'abundància Demèter, la seua filla Persèfone, reina de l'Inframon, i l'heroi eleusi Triptòlem, fill de la reina Metanira, en el que sembla ser un ritual. Triptòlem és dempeus al bell mig; les dues dees l'envolten a esquerra i dreta. La dea de l'esquerra duu un quitó sense mànegues i un himàcion (un tipus de mantell), sosté un ceptre a la mà esquerra, mentre que amb la dreta lliura a Triptòlem un objecte no identificat fet de coure, probablement espigues de dacsa. El xiquet Triptòlem estén la mà dreta per a rebre el regal de la dea, mentre se subjecta el mantell amb l'esquerra. La dea de la dreta vesteix un quitó llarg fins als peus i un ric himàcion prisat. A la mà esquerra sosté una gran torxa que arriba fins a terra, mentre que amb la dreta toca el cap de Triptòlem, potser sostenint algun tipus de corona, o beneint el xiquet. En general, es considera que la dea de l'esquerra és Demèter i la de la dreta Persèfone, però també se n'ha argumentat el contrari, centrant-se en la roba. 

## Còpies
Es feren còpies en època romana del relleu original, i moltes se'n conserven; al Museu Metropolità d'Art de Nova York se'n conserva una còpia, incrustada a partir de deu fragments romans del segle I ae i del segle i. Una altra còpia moderna s'exposa al Museu Arqueològic d'Eleusis, ciutat pròxima a Atenes.

Gran relleu eleusinià
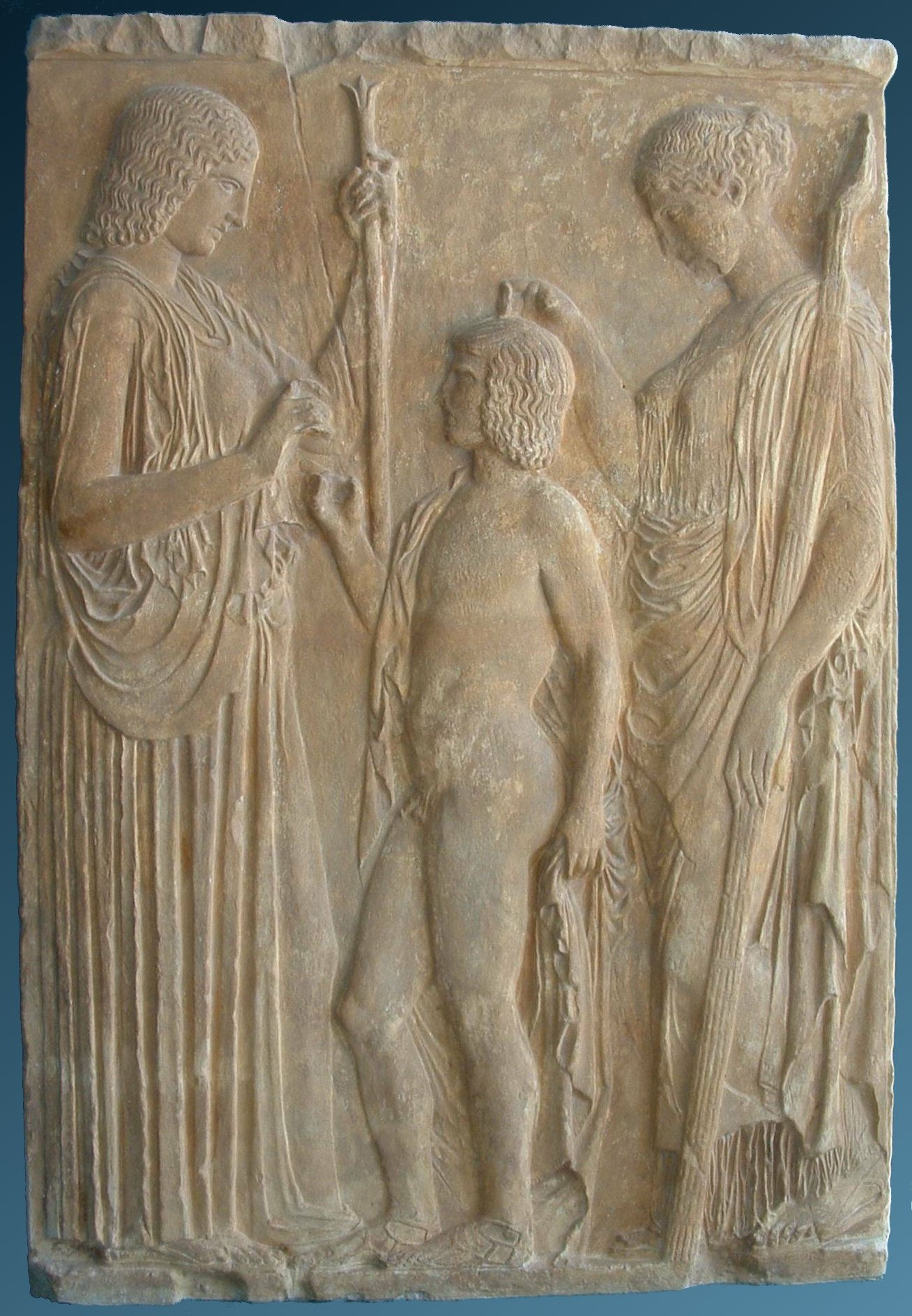
Còpia romana en el MET
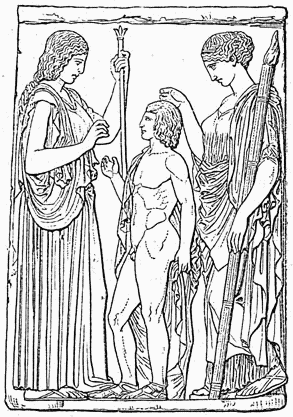
Gravat del relleu
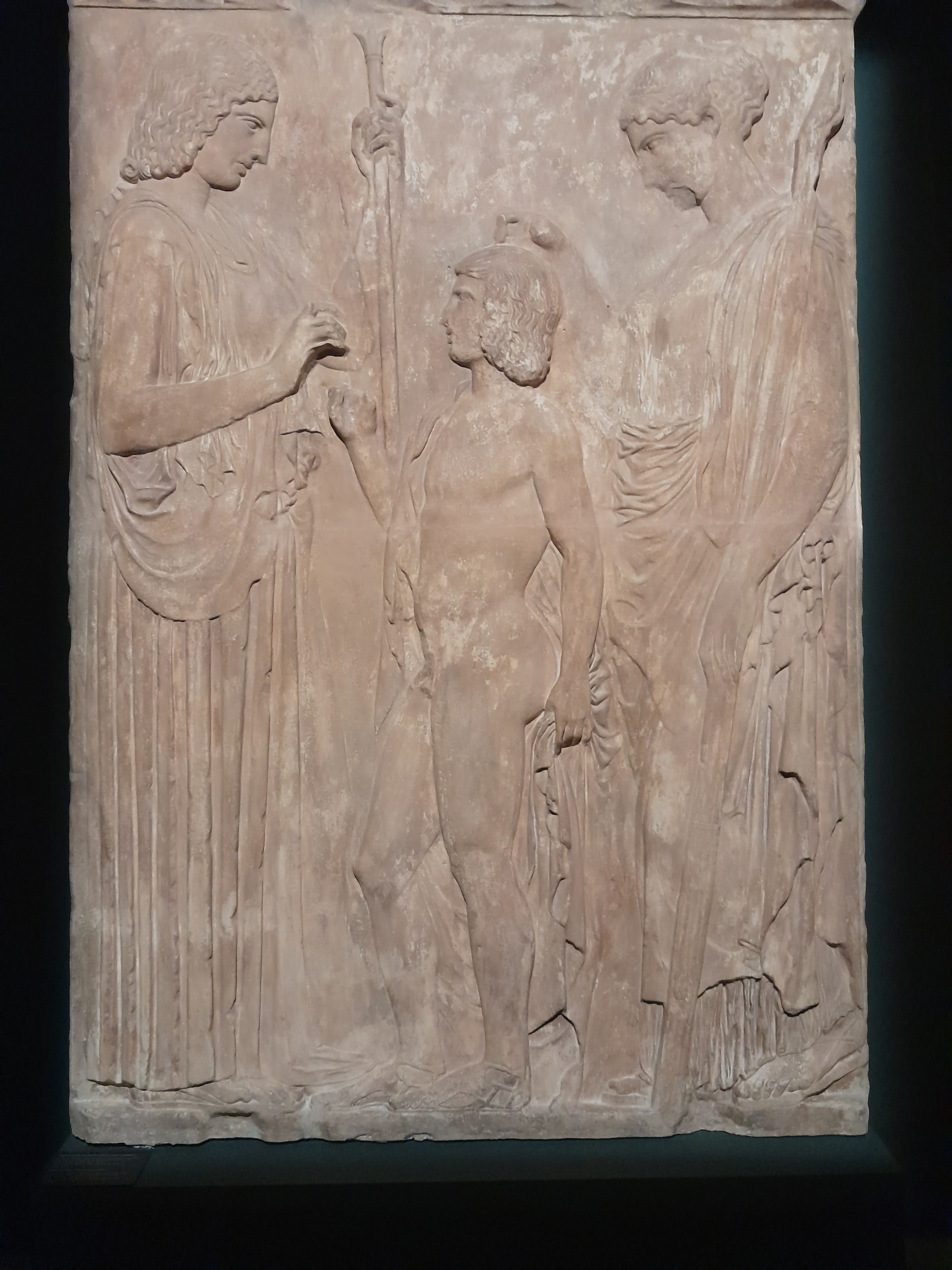
Rèplica a Eleusis